# Zeii Lumii Fluviului
Zeii Lumii Fluviului (1983) (titlu original Gods of Riverworld) este un roman science fiction, al cincilea și ultimul din seria Lumea Fluviului scrisă de Philip José Farmer.
Cartea încheie cronicia aventurilor prin ciudata viață de apoi în care toți oamenii care au trăit vreodată sunt readuși la viață simultan de-a lungul văii unui singur fluviu care străbate o întreagă planetă.
Deși intenționa ca romanul din 1980 Labirintul magic să fie ultimul din serie, Farmer a continuat-o cu acest roman, în care revine la personajele care tocmai au ajuns în Turnul de la capătul fluviului de la care această lume își ia numele. Ele trebuie să decidă cum să folosească mașina de resuscitat aflată acum sub controlul lor și să rezolve misterul uciderii străinului misterios.
A cincea carte a Lumii Fluviului începe la câteva săptămâni după presupusa rezolvare finală din romanul anterior.
Cei nouă supraviețuitori ai cursei pentru Turn sunt:
1. Eticul renegat Loga
2. Sir Richard Francis Burton, scriitor și aventurier din secolul al XIX-lea
3. Li Po, poet chinez din secolul al VIII-lea
4. Alice Pleasance Liddell Hargreaves, cea care a stat la baza creării lui Alice în Țara Minunilor
5. Tom Turpin, pionier al stilului ragtime
6. Aphra Behn, scriitoare și spioană din secolul al XVII-lea, prima femeie din Anglia care a reușit să se întrețină doar din scris
7. Peter Jarius Frigate, scriitor SF din secoul al XX-lea (bazat întrucâtva pe Farmer)
8. Nur ed-Din el-Musaphir, sufit din secolul al XI-lea
9. Jean Marcelin de Marbot, războinic din secolul al XVII-lea care a stat la baza povestirilor brigadierului Gerard, a lui Arthur Conan Doyle

Cartea începe cu Loga vorbindu-i lui Burton de pe un ecran din perete. Brusc, el se lichefiază și ceilalți opt aleargă în apartamentul său din Turn, găsind doar o baltă mare de sânge. Ei trag concluzia că în Turn se mai află cineva, un inamic necunoscut, pe care îl botează Snark. Singurele arme care le stau la îndemână pentru a se apăra sunt să învețe cu exactitate ce le dă computerul voie să facă și să își păzească unul altuia spatele.
Cei opt ajung aproape de a căpăta controlul complet asupra muncii din Turn, incluzând capacitatea de a resuscita doar morții pe care îi doresc. Ei reușesc să facă asta doar în Turn, nu și de-a lungul fluviului. Din păcate, nu pot determina computerul să le spună nimic despre Snark, dar decid să se mute în alte camere, mai mari. În Turn se află douăsprezece camere triunghiulare, înalte de 400 de picioare și lungi de 5 km și fiecare dintre ei își alege una, redecorând-o în modul dorit. Alice creează Țara Minunilor, Frigate o pădure jurasică, iar Turpin ridică orașul Turpinville - un district al bogăției în care el este conducătorul necontestat.
Călătorii încep să readucă la viață vechi prieteni și iubiți de pe Pământ, precum și persoane întâlnite în periplul de-a lungul fluviului, fără a analiza temeinic riscurile unei asemenea acțiuni. Curând, situația le scapă din mână. Turpin este alungat din regatul său de cei pe care îi resuscitase. Alice dă o petrecere care se termină într-o baie de sânge în momentul în care Snark preia controlul asupra androizilor din Țara Minunilor, determinându-i să atace invitații. Lumea lui Turpin este inundată cu burbon, iar cea a lui Frigate cu gin.
Se dovedește că Snark este, de fapt, Loga, care și-a înscenat moartea pentru a vedea cum se vor descurca aleșii lui în condițiile în care sunt stăpânii absoluți ai vieților semenilor lor. Dar Snark îi mințise aproape în orice aspect: nimeni nu atinge Nirvana prin evoluția etică. Scopul Lumii Fluviului este de a determina care oameni pot atinge nemurirea (aproximativ 40%), cei care reușesc să facă asta timp de 100 de ani, fiind recompensați cu nașterea pe Pământul depopulat și refăcut din punct de vedere ecologic. Singurul adevăr în cele spuse de Loga este acela că el a făcut totul, chiar punând în pericol întregul proiect, pentru a-i acorda familiei sale timpul necesar ca să atingă nemurirea.
În cele din urmă, ultimii supraviețuitori îl deposedează pe Loga de puterea sa, socotindu-l nebun și își readuc la viață majoritatea companionilor din lunga călătorie pe fluviu. Ei îi așteaptă pe Etici să se întoarcă de pe Lumea Grădină și să îi ducă pe Pământ, cu excepția lui Burton care a pus ochii pe naveta spațială din hangarul Turnului.